# Cách mạng vô sản
Cách mạng vô sản là một cuộc cách mạng xã hội trong đó giai cấp công nhân cố gắng lật đổ giai cấp tư sản. Các cuộc cách mạng vô sản nói chung được những người theo chủ nghĩa xã hội, chủ nghĩa cộng sản và hầu hết những người vô chính phủ ủng hộ.
Các nhà lý luận Marx tin rằng các cuộc cách mạng vô sản có thể và có thể sẽ xảy ra ở tất cả các nước tư bản, liên quan đến khái niệm cách mạng thế giới.
Phân nhánh Lênin của chủ nghĩa Mác cho rằng một cuộc cách mạng vô sản phải được dẫn dắt bởi một đội tiên phong của " những người làm cách mạng chuyên nghiệp ", gồm những nam giới và phụ nữ toàn tâm toàn ý theo chủ nghĩa cộng sản và trở thành hạt nhân của phong trào cách mạng cộng sản. Đội tiên phong này sẽ lãnh đạo và tổ chức cho giai cấp công nhân trước và trong cuộc cách mạng, nhằm mục đích ngăn chặn chính phủ cản trở cách mạng thành công.
Những người theo chủ nghĩa Marx khác như Rosa Luxemburg không đồng ý với ý tưởng của những người theo chủ nghĩa Lenin về một đội tiên phong và khăng khăng rằng toàn bộ giai cấp công nhân, hoặc ít nhất là một phần lớn của nó phải tham gia sâu sắc và không kém phần cam kết cho sự nghiệp xã hội chủ nghĩa thì một cuộc cách mạng vô sản mới có thể thành công. Để đạt tới mục đích này, họ tìm cách xây dựng các phong trào của tầng lớp lao động với số lượng thành viên rất lớn.
Cuối cùng, có những người vô chính phủ xã hội chủ nghĩa và những người xã hội chủ nghĩa tự do. Quan điểm của họ là cuộc cách mạng phải là một cuộc cách mạng xã hội từ dưới lên, tìm cách biến đổi tất cả các khía cạnh của xã hội và các cá nhân tạo nên xã hội (xem Cách mạng Asturian và Cách mạng Catalonia). Alexander Berkman nói "có những cách mạng này và những cách mạng kia. Một số cuộc cách mạng chỉ thay đổi hình thức chính phủ bằng cách đưa một bộ cai trị mới thay thế cho cái cũ. Đây là những cuộc cách mạng chính trị, và vì thế chúng thường gặp rất ít kháng cự. Nhưng một cuộc cách mạng nhằm xóa bỏ toàn bộ hệ thống nô lệ tiền lương cũng phải loại bỏ quyền lực của một giai cấp chuyên đàn áp giai cấp khác. Nghĩa là, cuộc cách mạng đó không chỉ là một sự thay đổi đơn thuần của những người cai trị, của chính phủ, không phải là một cuộc cách mạng chính trị, mà là một cuộc cách mạng tìm cách thay đổi toàn bộ tính cách của xã hội. Đó sẽ là một cuộc cách mạng xã hội ".

## Các cuộc cách mạng vô sản trên thế giới
- Cách mạng tháng 10 tại Nga năm 1917 lật đổ chính phủ lâm thời tư sản thành lập chính phủ công nông do đảng bolshevik của Lenin lãnh đạo.
- Cách mạng Đức (1918–1919)
- Nội chiến Trung Quốc (1927–1949) là cuộc xung đột quân sự trực tiếp giữa Quốc dân Đảng do Tưởng Giới Thạch và Đảng Cộng sản do Mao Trạch Đông lãnh đạo. Kết quả là năm 1949, Mao Trạch Đông giành thắng lợi tại đại lục và thành lập nước Cộng hòa Nhân dân Trung Hoa, còn Quốc dân Đảng thất bại nặng nề buộc phải chuyển tới đảo Đài Loan.
- Cách mạng Tháng Tám (1945)
- Nội chiến Lào (1962–1975)
- Tình trạng khẩn cấp Malaya (1948–1962)